# Gmina Domaniewice
Die Gmina Domaniewice ist eine Landgemeinde im Powiat Łowicki der Woiwodschaft Łódź in Polen. Ihr Sitz ist das gleichnamige Dorf.

## Gliederung
Zur Landgemeinde Domaniewice gehören 12 Dörfer mit einem Schulzenamt:
Domaniewice
Krępa
Lisiewice Małe
Lisiewice Duże
Reczyce
Rogóźno
Sapy
Skaratki
Skaratki pod Las
Skaratki pod Rogóźno
Stroniewice
Strzebieszew